# Gustavo Adolfo Bécquer
Gustavo Adolfo Claudio Domínguez Bastida (Sevilla, 17 de febrero de 1836-Madrid, 22 de diciembre de 1870), más conocido como Gustavo Adolfo Bécquer, fue un poeta y narrador español del Posromanticismo. Aunque en vida ya alcanzó cierta fama, solo después de su muerte y tras la publicación del conjunto de sus escritos obtuvo el prestigio que hoy tiene.
Sus Rimas y Leyendas, un conjunto de poemas y relatos reunidos, constituyen uno de los libros más populares de la literatura hispana.

## Orígenes familiares
El apellido Bécquer o Bécker era y es bastante común en Alemania y Flandes. Proviene del oficio de "panadero" (en neerlandés bakker y en alemán Bäcker). Hacia 1588 el católico Enrique Bécquer se trasladó con sus hijos Miguel y Adam desde la ciudad alemana de Moers, muy disputada durante la guerra de los Ochenta Años, hasta Sevilla. Miguel y Adam fueron enterrados junto al altar de Santa Justa y Rufina de la Catedral de Sevilla, finalizado con el patrocinio de esta familia en 1622. Miguel adquirió terrenos de cultivo en Tomares y el cortijo de Troya de Utrera, así como casas en Sevilla. Se casó con Catalina Vants, de origen flamenco, y tuvieron como hijo a Guillermo, que fue caballero veinticuatro de Sevilla (equivalente a concejal). Con Guillermo la familia alcanzó su mayor apogeo económico y sus hijos entraron en órdenes militares o consiguieron tener cargos en la Inquisición.
Los Bécquer perdieron estatus social en el siglo XVIII y en las primeras décadas del XIX. Cuando nació Gustavo en 1836, el patrimonio familiar se había diluido al romperse la cadena de mayorazgos y ya no podían vivir de las rentas.
El primer familiar artista fue Juan José Bécquer, grabador activo a finales del siglo XVIII.
El pintor José Domínguez Insausti, padre de Gustavo, tomó el apellido Bécquer de su familia paterna a la hora de firmar sus obras, evocando sus orígenes y el pasado ilustre de su familia. Fue considerado como uno de los pintores sevillanos más destacados de su tiempo. Pintaba cuadros costumbristas y retratos. Muchas de estas obras eran exportadas a Inglaterra o eran compradas por viajeros ingleses. También se dedicó a la docencia, enseñando pintura a Joaquín Domínguez Bécquer, Manuel Cabral Bejarano, Eduardo Cano de la Peña y otros. José alcanzó una buena situación económica gracias a su trabajo como artista. El 25 de enero de 1827 se casó con Joaquina Bastida Vargas, con quien tuvo ocho hijos: Eduardo (en 1828), Estanislao (en 1830), Jorque Félix (en 1832), Valeriano (en 1833), Gustavo Adolfo (en 1836), Ricardo (en fecha desconocida), Alfredo (en fecha desconocida) y José (póstumo, en 1841). De cuidarlos se encargaban tres criadas y un criado. La familia tenía coche, lo cual era un lujo en aquel entonces.
Tanto Gustavo Adolfo como su hermano, el pintor Valeriano Bécquer, adoptaron Bécquer como primer apellido en la firma de sus obras.

## Biografía

### En Sevilla
Gustavo Adolfo nació en Sevilla el 17 de febrero de 1836, en la calle Conde de Barajas número 28 (antaño calle Ancha de San Lorenzo, número 9). Fue bautizado en la parroquia de San Lorenzo. Su madrina fue Manuela Monnehay Moreno, originaria de Francia La familia se trasladó a diversos domicilios a lo largo del tiempo. En 1838 se trasladaron al número 27 de la calle del Potro. El padre falleció a los 36 años, el 26 de enero de 1841, cuando se encontraba en su domicilio de la calle Alcoy número 2, entonces llamada calle Las Cruces. Entonces Gustavo tenía cinco años.

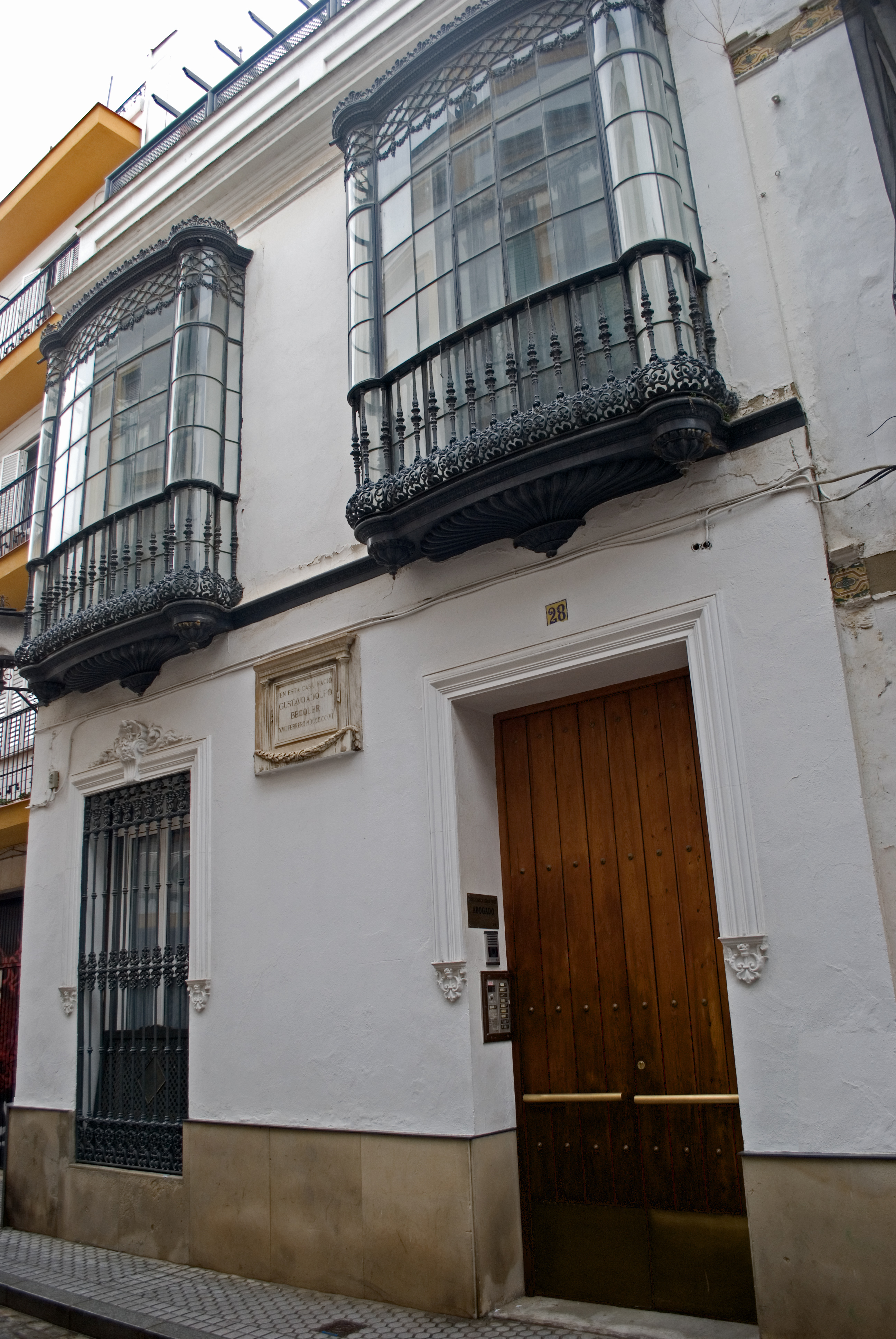
Casa natal de Gustavo Adolfo Bécquer en la calle del Conde de Barajas de Sevilla. En 1887 se colocó la lápida conmemorativa de la fachada.

Hay indicios de que Manuela Monnehay ayudó económicamente a su ahijado huérfano. Su padre tenía su vivienda y una perfumería en la plaza del Duque y ella heredaría estas propiedades en 1849.
En 1841 Gustavo comenzó sus estudios en el Colegio de San Francisco de Paula, que se encontraba también en la Plaza del Duque. El 1 de marzo de 1846, con diez años, Gustavo Adolfo pasó a estudiar como interno en el Colegio Naval de San Telmo de Sevilla, donde estudiaba su hermano Estanislao desde 1843. En San Telmo, coincidió que entonces era profesor un discípulo del poeta Alberto Lista, Francisco Rodríguez Zapata. También era profesor, concretamente de francés, el italiano Francisco Zoleo.
En San Telmo, Gustavo conoció a su gran amigo y compañero de desvelos literarios Narciso Campillo, huérfano de padre también. Campillo le enseñó a nadar en el Guadalquivir y a manejar la espada. Incluso a edad tan temprana ambos empiezan a escribir juntos, por primera vez, el "espantable y disparatado drama" Los conjurados, que llegó a ser representado en el colegio en una festividad, y luego comenzaron una novela jocosa titulada El bujarrón en el desierto. Una tarde, además, quemaron miles de versos que habían compuesto.
El 27 de febrero de 1847, los hermanos Bécquer quedaron huérfanos también de madre. En julio de 1847, por Real Orden de Isabel II, cerró el Colegio de San Telmo.
Gustavo y sus hermanos fueron a vivir a casa de su tía materna, María Bastida, casada con Juan Vargas. La casa se encontraba en el número 37 de la Alameda de Hércules. Estanislao se vio libre del servicio militar por tener que mantener a cinco hermanos menores de 16 años y empezó a trabajar en la Junta de Obras del Puerto, dando con su salario sustento a todos ellos. Por aquel entonces su hermano Ricardo había muerto y, poco después, dos hermanos se fueron a Cuba.
Gustavo se acercó a su hermano Valeriano, de quien se había separado mientras estaba en San Telmo. También fue acogido en casa de su madrina Manuela, una mujer que había tenido la oportunidad de viajar y que contaba en su casa con una nutrida biblioteca. En ella, Gustavo pudo leer a los clásicos (Horacio y Shakespeare) y a los contemporáneos (José Zorrilla, Víctor Hugo, Lord Byron, Walter Scott).
En 1848, el joven Gustavo trató de componer un poema en homenaje a Alberto Lista, que había fallecido ese año, pero no llegó a terminarlo.
Por esta etapa, Valeriano y Gustavo pasaron a estar bajo la protección de su pariente, Joaquín Domínguez Bécquer. Este era un pintor de éxito que quiso orientarles hacia la pintura. En 1848 Gustavo entró en la Escuela de Bellas Artes, situada entonces en el interior del Museo Provincial. La escuela y el museo estaban dirigidos por Antonio Cabral Bejarano. En 1850 abandonó los estudios en la Escuela, que le parecían rutinarios, y pasó al taller de Joaquín, donde se encontraba su hermano Valeriano desde hacía un par de años. Como Joaquín era pintor del duque de Montpensier su taller estaba en el apeadero del Palacio de San Telmo, donde este vivía desde 1849.
A Gustavo se le daba mejor el dibujo que la pintura. Joaquín llegó a decirle: "Tú no serás nunca un buen pintor, sino un mal literato". Joaquín costeó sus estudios de enseñanza media, entonces llamados de "latinidad", debido al gran peso que tenía el latín en ellos.
Gustavo cursó la enseñanza media en el Colegio de San Diego, probablemente entre 1851 y 1853. Cuando entró, su hermano Valeriano ya se encontraba también allí como alumno. En San Diego, Gustavo volvió a coincidir con los profesores Francisco Rodríguez Zapata y Francisco Zoleo. Este colegio se encontraba en la calle de las Armas, actualmente llamada Alfonso XII.
Se han conservado algunas obras de la adolescencia, la mayor parte en el llamado Libro de cuentas. Este era un libro que el padre utilizaba para llevar la contabilidad de sus clases de pintura. Cuando murió, Gustavo se dedicó a rellenar las páginas y los espacios en blanco con poesías y dibujos. La obra más extensa del Libro de cuentas es una versión del drama Hamlet de Shakespeare.
Hay constancia, a través de su diario, de que Bécquer tuvo sentimientos hacia algunas chicas durante su adolescencia. Por ejemplo, escribió en su diario que al ver a una chica en la inauguración del Puente de Triana el 23 de febrero de 1852 se sintió atraído por ella y también escribió un poema a una tal "señorita Lenona" ese mismo año, lamentando que se marchase de la ciudad. Sus hermanos mantuvieron relaciones con las hijas de Antonio Cabrera Cortés. Su hermano Estanislao se casó con Adelaida Cabrera, Valeriano fue novio de Nicolasa Cabrera y existe la posibilidad, sostenida por el biógrafo Rafael Montesinos, de que Gustavo hubiese tenido un noviazgo con Julia Cabrera, aunque no hay pruebas de ello.
Según Julio Nombela, con quien el poeta entabló amistad a partir de agosto de 1853, Bécquer era un absoluto aficionado a la ópera italiana y se sabía de memoria numerosas arias de Gaetano Donizetti y Vincenzo Bellini.
En 1853 Bécquer publicó en las revistas sevillanas La Aurora y El Porvenir.
El trono y la nobleza fue una revista fundada por el historiador Manuel Ovilo y Otero en 1848 en Madrid. Ovilo era amigo de Rodríguez Zapata, profesor de Bécquer. Posiblemente gracias a la influencia de este profesor, Bécquer pudo publicar en esta revista un soneto en diciembre de 1853 y un romance en marzo de 1854.
Gustavo realizó un álbum de caricaturas políticas, en el que también colaboró Valeriano, titulado Los contrastes o Álbum de la revolución de julio de 1854, por un patriota. Consta de 120 láminas y 131 hojas. El álbum es crítico y burlesco hacia los que participaron en aquel evento, conocido como la Vicalvarada.
Estando ya en Madrid, en 1859, describió a Sevilla como "el Edén perdido" y habló de ella como "la ciudad en la que he nacido y de la que tan viva guardé siempre la memoria". Dos de sus leyendas están ambientadas en Sevilla. La de Maese Pérez el organista, sobre un organista que tocaba en el Convento de Santa Inés, y la de La Venta de los Gatos, sobre un pintor que va a una taberna del barrio de San Jerónimo donde se bebía, se cantaba y se bailaba. Coincidía que su padre, José Bécquer, había pintado un cuadro de la Venta de los Gatos. La Venta de los Gatos sigue existiendo, aunque está abandonada. En 1928 se colocó en ella una placa conmemorativa realizada por José Suárez Durán, que fue robada en 2022. En sus inmediaciones se colocó un monumento con un busto de Bécquer realizado en 1967 por el escultor Antonio Illanes Rodríguez.

### En Madrid
Gustavo Adolfo Bécquer, Julio Nombela y Narciso Campillo empezaron a componer versos con la intención de ir a Madrid a publicarlos. Su amigo Julio Nombela se fue a Madrid en junio de 1854. En octubre de 1854 Gustavo le siguió. Llevaba 30 duros que le había dado Joaquín Domínguez Bécquer. Se instaló en una pensión de la calle de la Hortaleza número 35, en una habitación pequeña y pobremente amueblada. A finales de 1854 llegó Campillo, aunque como había enfermado de viruela durante el viaje tuvo que venir su madre para cuidarlo y después regresó con él a Sevilla. En noviembre de 1854 Valeriano llegó a Madrid con una suma que le había dado Juan Vargas y que permitió a él y a Gustavo instalarse en una pensión de la Plaza de Santo Domingo. También le trajo a Gustavo una carta de presentación del abogado Juan José Bueno, muy bien relacionado en Sevilla y Madrid. Poco después, Valeriano regresó a Sevilla, aunque regresaría a Madrid en 1861, permaneciendo desde entonces junto a su hermano.
Campillo y Bécquer se distanciaron en 1854. Campillo terminó por tachar a Gustavo de ser casi iletrado, meramente intuitivo, falto de cultura y de estudios. Campillo presumía de haberse formado mejor que él en el Instituto Provincial de Sevilla y de haberle enseñado algunas cosas que aprendía allí. También dijo que Bécquer era sucio y descuidado, lo cual es desmentido por su manifiesto interés en vestir bien.
En 1859 escribió que su sensación al llegar a Madrid fue muy negativa: "me encontré solo en el mundo". En 1861 escribió: "Madrid, sucio, negro, feo como un esqueleto descarnado, tiritando bajo su inmenso sudario de nieve". Y en 1865 puso por escrito lo siguiente: "Ya estamos en la Corte. He necesitado que me lo digan y me lo repitan cien veces para creerlo. ¿Es esto Madrid? ¿Es este el paraíso que yo soñé en mi aldea? ¡Dios mío! ¡Qué desencanto tan horrible!". A esas sensaciones hubo de sumar las miserias de la vida bohemia.
Un amigo de Sevilla que también se encontraba en Madrid, el escritor Luis García de Luna, le recomendó una pensión donde una mujer llamada Soledad trataba muy bien a los huéspedes y Gustavo se trasladó allí. Bécquer, García Luna y Nombela formaron un trío de jóvenes escritores que escribían por encargo. Uno de estos fue escribir las biografías de los diputados para Jean Gabriel Hugelmann.
En Madrid, Bécquer también reanudó su amistad con el funcionario Federico Álcega, al que conocía de San Telmo.
En otoño de 1854 pasó a formar parte de la redacción de la revista La España musical y literaria, junto con García de Luna y Nombela. Los redactores de la revista asumieron la edición de un libro dedicado al poeta Manuel José Quintana. Esta obra fue regalada a los asistentes en un acto de coronación de Quintana como poeta nacional por la reina Isabel II en el Senado el 25 de marzo de 1855. El poema de Bécquer incluido en esta obra se titula A Quintana. La corona de oro. Esta revista dejó de existir, por falta de recursos económicos, ese mismo año.
En 1856 conoció a Ramón Rodríguez Correa. Ese año Bécquer escribió, junto con García de Luna, la obra cómica La novia y el pantalón bajo el seudónimo de Adolfo García. Esta obra fue estrenada el 15 de noviembre de 1856 en el Teatro de variedades de Madrid. Ambos volvieron a colaborar en 1857 en el libreto en verso de La venta encantada, firmada con el mismo seudónimo. Esta obra, inspirada en el episodio de Cardenio del Quijote, se representó por primera vez como ópera con música de Miguel Planas el 9 de febrero de 1871 en el Teatro Nacional de México y como zarzuela con música de Antonio Reparaz el 21 de noviembre de 1871 en el Teatro de la Zarzuela de Madrid.
En 1856 Gustavo Adolfo Bécquer y Juan de la Puerta Vizcaíno se situaron en la dirección de una ambiciosa obra titulada Historia de los templos de España. El objetivo era describir todos los templos de España desde un punto de vista histórico, artístico y religioso. Esta obra se publicaría por entregas, en un formato lujoso y caro. El 21 de junio de 1857 Bécquer y Puerta fueron recibidos por Isabel II y su marido, Francisco de Asís, a los cuales explicaron el proyecto. Los reyes aceptaron encabezar la lista de suscriptores y adquirir unos cuantos ejemplares para la biblioteca real. Según Campillo, la portada fue dibujada por el propio Gustavo y muestra piezas arquitectónicas, imágenes de estilo gótico florido y, en el centro de un dintel, la Corona española.
El diario La Época apuntó que la Historia de los templos de España estaba bajo el patronato del patriarca de las Indias, Tomás Iglesias y Barcones. Otro de los impulsores fue el arzobispo de Toledo, Juan José Bonel y Orbe, que murió antes de la publicación de la primera entrega. En esta se especificaba que la obra contaba con el apoyo de 38 obispos. Entre los que colaboraron con sus escritos había 12 historiadores y un grupo de 52 personas que, en su mayoría, eran periodistas y escritores. La primera entrega salió a mediados de agosto de 1857, con un prólogo de Bécquer.
Para la Historia de los templos de España, Bécquer se dedicó a escribir templos de Toledo. Completó lo escrito por Manuel de Assas sobre la catedral, dedicándose a escribir sobre todo del Monasterio de San Juan de los Reyes y escribiendo también sobre demás conventos, iglesias, santuarios y capillas. Bécquer visitó numerosas veces esa ciudad y llegó a conocerla a fondo. En esta ciudad ambientó una narración, Tres fechas (1862), y cuatro de sus leyendas: La ajorca de oro (1861), El Cristo de la Calavera (1862), El Beso (1863) y La rosa de pasión (1864).
Bécquer considera que los templos católicos medievales evocan un pasado glorioso que ha de ser revivido mediante la imaginación. Esta concepción de los monumentos cristianos está presente también en la obra El genio del cristianismo de François-René de Chateaubriand de 1802 y en Hegel.
En 1857 Bécquer y Rodríguez Correa entraron a trabajar en la Dirección de Bienes Nacionales. Según Nombela, Bécquer era escribiente y fue despedido por dedicarse a hacer dibujos de las obras de Shakespeare en sus ratos libres.
Paralelamente, Eulogio Florentino Sanz estuvo en Berlín y, a su regreso, publicó en El Museo Universal en 1857 quince traducciones del poeta alemán Heinrich Heine vertidas a rimas y ritmos castellanos, que, según el testimonio de Julio Nombela, le convirtieron a él mismo y a su amigo Bécquer en imitadores del romántico alemán. De estas traducciones, diez pertenecían a la obra Intermezzo lírico.
En 1858 Bécquer cayó gravemente enfermo, lo que provocó una interrupción temporal de las entregas de la Historia de los templos de España. Esta enfermedad le provocó grandes gastos médicos y su amigo Rodríguez Correa buscó textos de Bécquer para publicarlos y conseguirle algún dinero. Fue entonces cuando encontró la primera de las leyendas, El caudillo de las manos rojas, sobre la situación en la India. Rodríguez Correa trabajaba como redactor en el diario La Cónica de Madrid, que publicó esta obra en ocho entregas, desde finales de mayo hasta mediados de junio de 1858. La leyenda se publicó casi simultáneamente en el diario La Corona de Barcelona, vinculado a Francisco Carles, que a finales de 1857 había comprado la editorial que publicaba Historia de los templos de España.

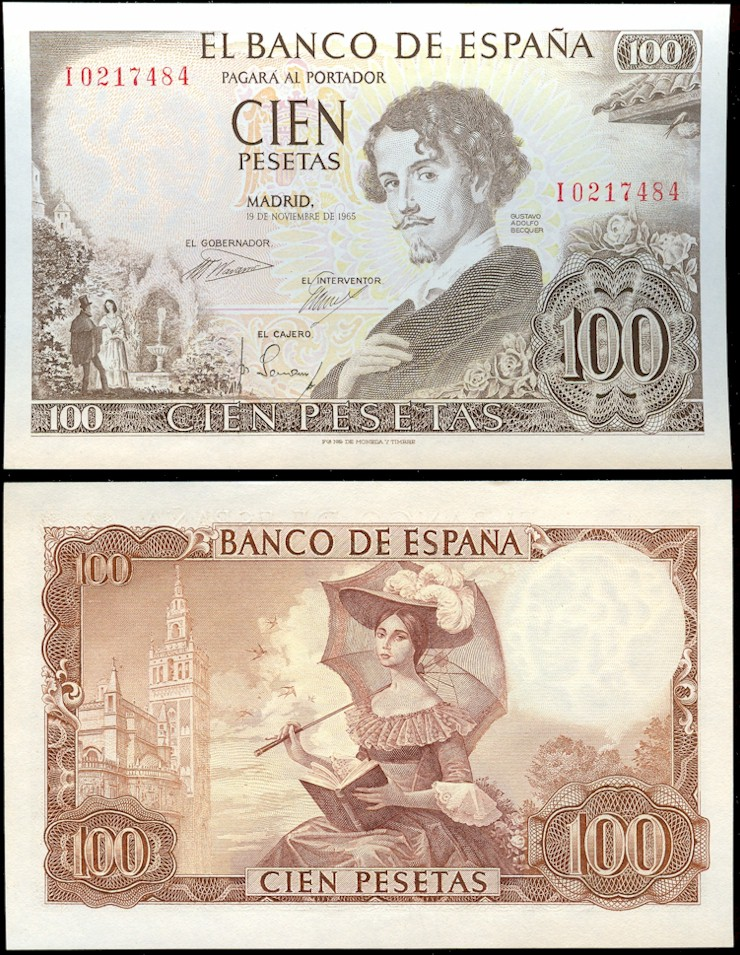
Billete de 100 pesetas (1965) con la efigie de G. A. Bécquer (grabado de Teodoro Miciano).

Gustavo se relacionó con una joven llamada Julia Espín, morena y de ojos negros, entre 1858 y 1860. Ella vivía con su familia en los números 21 y 23 de la calle de la Justa (número 5 de la actual calle de los Libreros). Según Nombela, Gustavo vio a las hermanas Julia y Josefina Espín por primera vez asomadas al balcón de su casa, quedando prendado de una de ellas. Pasaron más veces por la misma calle y pudieron contemplarlas de nuevo en el balcón. Nombela dijo que se ofreció a presentársela, ya que conocía a su padre, el compositor Joaquín Espín y Guillén, pero que Gustavo no quiso. La realidad es que, como demuestra un álbum de Julia con dibujos y escritos de Bécquer, ambos sí que se trataron. Según el escritor Eusebio Blasco, Bécquer idealizaba a Julia y se enamoró de ella, aunque este amor no fue correspondido. Se ha especulado con que Julia se convirtió en la musa de las rimas de Bécquer y es posible que inspirase algunas de ellas. Julia se haría cantante de ópera en 1867, con 28 años, y se casaría en 1874 con otra persona. En un álbum de su hermana Josefina, rubia y de ojos azules, hay un autógrafo de Bécquer que coincide con la rima 63: "Despierta, tiemblo al mirarte...".
Entre 1859 y 1860 realizó, en colaboración con García de Luna, una adaptación de la novela de Víctor Hugo titulada Nuestra Señora de París como zarzuela con el nombre de Esmeralda, con música del compositor Joaquín Espín y Guillén. Sin embargo, no llegó a estrenarse por no pasar la censura. En 1874 fue renombrada como El talismán.
Bécquer y García de Luna escribieron el sainete Las distracciones. Se trataba del arreglo de una obra francesa, Las ausencias del señor, de N. Fournier y M. Laurencin de 1836. Se estrenó, con música de Antonio Gordón, en el Teatro de la Zarzuela el 2 de mayo de 1859 con bastante éxito.
En el verano de 1859 Bécquer trabajó durante mes y medio como crítico literario en el diario La Época.
Bécquer estuvo influenciado por el poeta inglés Lord Byron. De hecho, su primera rima, publicada en El Nene el 17 de diciembre de 1859, donde se encuentra el verso "Tu pupila es azul", se tituló Imitación de Byron y está inspirada en el poema Vi el llorar del inglés.
En 1860 dejó de publicarse la Historia de los templos de España lastrada por motivos económicos.
Bécquer, con sus amigos escritores García de Luna y Rodríguez Correa y el compositor Antonio Reparaz entraron en una sociedad, constituida en septiembre de 1860, que se hizo cargo del Teatro del Circo. Estos cobrarían el 10% de la recaudación de las entradas.
Bécquer y García de Luna escribieron la obra Tal para cual, estrenada, con música de Lázaro Núñez Robles, en el Teatro de la Zarzuela el 5 de octubre de 1860.
Bécquer y García de Luna escribieron también La Cruz del valle estrenada, con música de Antonio Reparaz, el 22 de octubre de 1860 en el Teatro del Circo. Esta es la zarzuela más ambiciosa en la que colaboró Bécquer, por su gran número de actores, cambios de escenario y variedad de escenas.

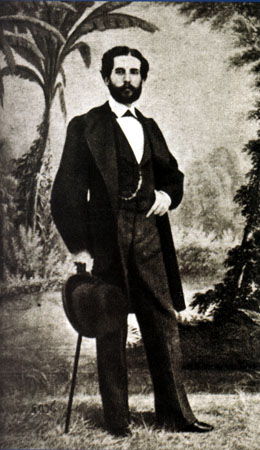
Daguerrotipo de Gustavo Adolfo Bécquer, por Jean Laurent (hacia 1865).

Entre 1859 y 1860, amó con pasión a una «dama de rumbo y manejo» de Valladolid, que durante muchos años se identificó con Elisa Guillén, un personaje que hoy se sabe inexistente. Pero la amante, fuera quien fuera, se cansó de él y su abandono lo sumió en la desesperación. Los expertos no se ponen de acuerdo en cuál de ellas pudo ser su musa más constante, o si ninguna de ellas, concibiendo algún tipo ideal de mujer.
En 1860 se fundó, con el apoyo del marqués de Salamanca, el periódico El Contemporáneo, dirigido por José Luis Albareda y con Juan Valera como redactor jefe. Rodríguez Correa, amigo del marqués de Salamanca, consiguió que le diesen un puesto de redactor a Bécquer. Este periódico, partidario del Partido Moderado, criticaba al partido Unión Liberal. Bécquer realizó de forma habitual crónicas parlamentarias en El Contemporáneo. También escribió, de forma anónima, tres textos para este periódico, con el nombre de Cartas semipolíticas, donde criticaba a la Unión Liberal y a su líder, Leopoldo O'Donnell.
Entre finales de 1860 y comienzos de 1861 Bécquer fue publicando las Cartas literarias a una mujer en la sección de variedades de El Contemporáneo. En las cuatro entregas que llegó a escribir reflexiona acerca de lo que es poesía. Una de sus reflexiones es "la poesía es el sentimiento, y el sentimiento es la mujer". La mujer es definida como "el verbo poético hecho carne". Esto recuerda a la rima 21, en la que dice:

¿Qué es poesía?, dices mientras clavas
en mi pupila tu pupila azul;
¡Qué es poesía! ¿Y tú me lo preguntas?
Poesía... eres tú

Bécquer conoció a una mujer llamada Casta Esteban Navarro. Se desconoce cómo se conocieron. Su padre, Francisco Esteban Ayllón, era cirujano sangrador. En 1857 consta que aplicaba un nuevo método contra las enfermedades "sifilíticas, escrofulosas, reumáticas, herpéticas, etc." y en 1858 consta que se vendía en su casa una pomada crecepelo.
Bécquer le pidió la mano a Casta en abril de 1860. Gustavo y Casta contrajeron matrimonio en la iglesia de San Sebastián de Madrid, el 19 de mayo de 1861, y con ella tuvo tres hijos. Después de la boda, Francisco Esteban, arruinado, moroso de Hacienda y sin prestigio, se marchó de Madrid y regresó a su localidad soriana, Noviercas.
Como la familia de su mujer era de la provincia de Soria y el tío de Bécquer, Curro, vivía en Soria, Gustavo estuvo muy vinculado a esta provincia. Cuatro de sus leyendas están ambientadas en la provincia de Soria: El Monte de las Ánimas (1861), Los ojos verdes (1861), El rayo de luna (1862) y La promesa (1863).
En enero de 1861 Bécquer publicó en El Contemporáneo una amplia reseña del libro de poesías La soledad, de su amigo Augusto Ferrán. En este texto establece una diferencia entre la poesía "magnífica y sonora", que estaba de moda, y la suya propia, "natural, breve, seca, que brota del alma".
El historiador Joan Estruch Tobella afirma que Gustavo Adolfo Bécquer nunca estuvo en Cataluña, aunque por estos años compuso dos leyendas ambientadas allí: en 1861 escribió la leyenda La Cruz del diablo, ambientada en Bellver de Cerdaña, y en 1862 escribió Creed en Dios, sobre un señor feudal que comete todo tipo de abusos y que es castigado por Dios. Como la descripción que hace de Bellver de Cerdaña es tan correcta, algunos han llegado a creer que Bécquer estuvo allí entre octubre y noviembre de 1860 y hay una placa de 1970 que dice esto en la fonda donde supuestamente se alojó.
Entre junio y septiembre de 1861 Bécquer pasó por el balneario Nuevos Baños de Fitero, Navarra. Ese lugar se llama actualmente Hotel Bécquer. Se alojó en la habitación 314, que tiene una placa conmemorativa. Dos de sus leyendas están ambientadas en Navarra: El miserere (1862), ambientado en el Monasterio de Santa María la Real de Fitero, y La Cueva de la Mora (1863), una historia de amor entre un cristiano y una musulmana.
El 9 de mayo de 1862 nació en Noviercas su primer hijo, Gregorio Gustavo Adolfo.
En 1863 Bécquer y Rodríguez Correa escribieron, con el seudónimo de Adolfo Rodríguez, la zarzuela El nuevo Fígaro, que era una adaptación de la opereta de Luigi Ricci. Fue estrenada en el Teatro de la Zarzuela el 19 de septiembre de 1863 con gran éxito.
Por estos años, Bécquer realizó contribuciones en varias publicaciones, entre ellas el semanario El madrileño, editado entre 1860 y 1863, y en el semanario Gaceta literaria, editado entre 1862 y 1865.
En 1863 Bécquer y Rodríguez Correa escribieron el libreto Clara de Rosemberg, basado en una novela de madame de Genlis titulada El sitio de la Rochela o La desgracia de la conciencia, de 1807. Se estrenó como zarzuela, con música de Luigi Ricci, el 10 de junio de 1863 en el Teatro de la Zarzuela. La obra fue un fracaso de crítica y fue la última obra teatral de Bécquer.

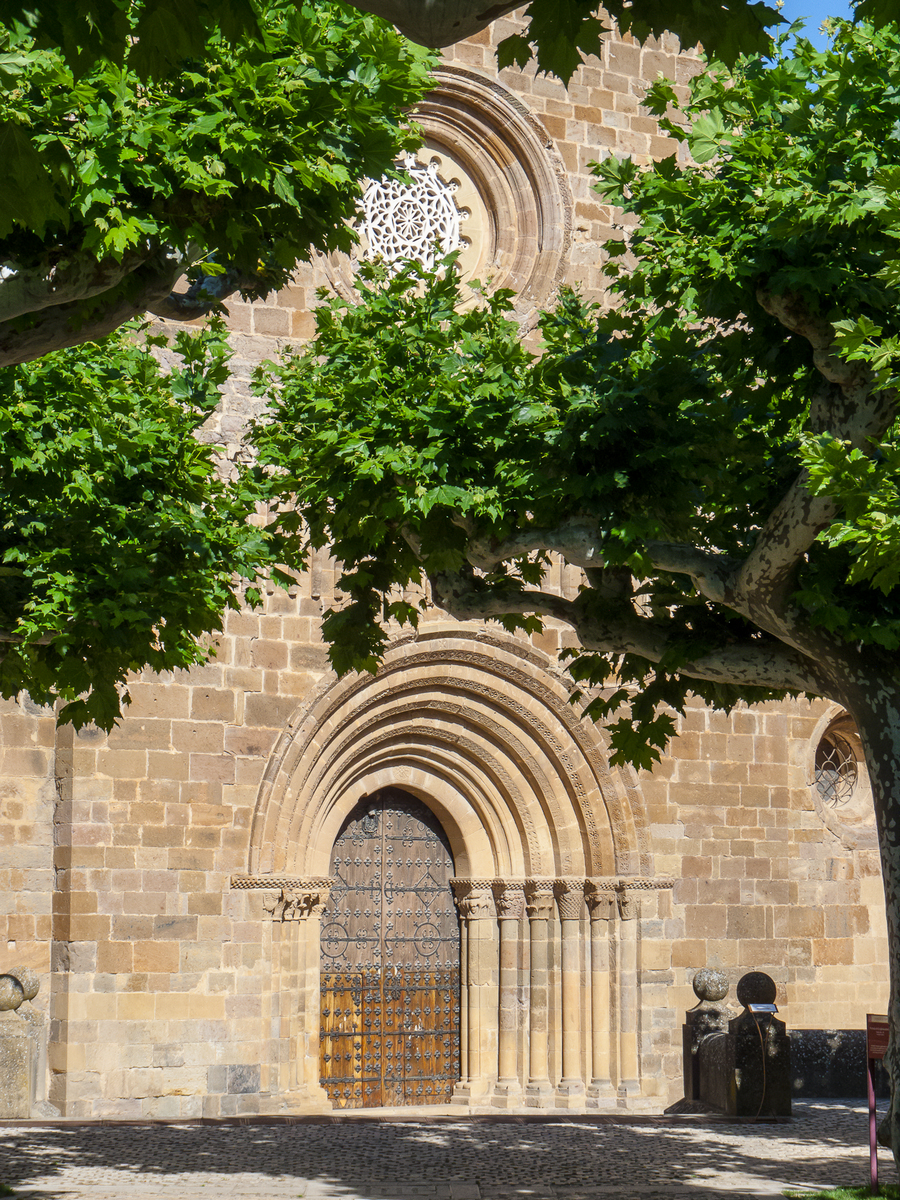
Monasterio de Veruela

En 1863 Gustavo padeció una enfermedad pulmonar, que le precisaba respirar aire puro. Gustavo se trasladó con su mujer y su hijo, así como con Valeriano con los suyos, al Monasterio de Veruela, situado en las faldas del Moncayo, en la provincia aragonesa de Zaragoza. Este monasterio había sido desamortizado en 1835 y sus estancias se podían alquilar. El escritor Dionisio Gamallo Fierros menciona que no fue una estancia continuada, sino que Gustavo estuvo en Veruela tres veces entre 1863 y 1864. Gustavo pudo haber viajado a Sevilla en abril de 1864, donde pudo haber realizado una crónica sobre la feria que apareció sin firmar en El Contemporáneo, escrita por alguien que decía haber pasado en esa ciudad los años más felices de su vida. Se sabe con certeza que fue, a mediados de julio de 1864, con su hermano Valeriano a tomar baños de mar en Algorta, un barrio del municipio vasco de Guecho. Fue la primera vez que Bécquer vio el mar. También consta que estuvo en Madrid en agosto de 1864 y que, a finales de ese mes, estuvo como corresponsal en la inauguración del Ferrocarril del Norte, de Madrid a San Sebastián. En septiembre de 1864 Gustavo estuvo por Madrid, para ver si era posible conseguir un puesto público tras el cambio de gobierno.
Su hermano Valeriano realizó dibujos durante su estancia en Veruela, en algunos los cuales aparece Gustavo Adolfo. El primero de estos dibujos está fechado en diciembre de 1863. Estos fueron agrupados en dos volúmenes en 1864. Gustavo escribió nueve cartas a El Contemporáneo, siendo publicadas entre el 3 de mayo y el 6 de octubre de 1864, con el título Desde mi celda. Además, dos de sus leyendas están ambientadas en Aragón: El gnomo (1863) y La corza blanca (1863).
En marzo de 1864 apareció una crítica en El Contemporáneo a un concierto con música de Chopin que había tenido lugar en el Salón del Conservatorio de Madrid. El encargado de las críticas musicales y teatrales del periódico en esta época era Bécquer. Se dice que en la educación de Chopin «predominan los principios de la escuela de Sebastian Bach» y que por ello se le puede vincular al «movimiento musical iniciado por Weber y Beethoven», pero siempre destacando su «individualidad artística».
En octubre de 1864 Gustavo ya no se encontraba en Veruela, sino que ya se había instalado definitivamente en Madrid. En noviembre fue nombrado director de El Contemporáneo.
Bécquer era del ala más conservadora de los moderados, que estaba liderada por Luis González Bravo, y entre ambos se fraguó una buena amistad. González Bravo, que también tenía interés en la literatura, fue su mecenas y le invitaba a sus fiestas.
Luis González Bravo, que desde septiembre era ministro de Gobernación, le nombró censor de novelas el 9 de diciembre de 1864. Esto fue una prevaricación por su parte, ya que la ley establecía que el censor debía tener el título de abogado. El sueldo era de 24 000 reales al año.
En febrero de 1865 abandonó El Contemporáneo al apreciar que sus amigos y compañeros del periódico, entre los que se encontraba Rodríguez Correa, se habían acercado a la ideología de la Unión Liberal.
En abril de 1865 se fundó el diario Los Tiempos y Bécquer entró como redactor. Este periódico defendía al gobierno moderado, llegando a defender la actuación del mismo en la Noche de San Daniel del 10 de abril, donde murieron 14 estudiantes por la represión gubernamental. La prensa progresista publicó que el Ministerio de la Gobernación pagaba a los miembros de la redacción de Los Tiempos con dinero público, especificando que Bécquer recibía 35 000 reales anuales.
El 20 de junio de 1865 cayó el gobierno moderado presidido por Narváez, que fue sustituido por el de O'Donnell, de la Unión Liberal, y Bécquer perdió su cargo de censor de novelas.
Los Tiempos comenzó a criticar al periódico El Contemporáneo y al gobierno de la Unión Liberal, cosa que también hacían los periodistas republicanos del semanario satírico Gil Blas. La esposa de O'Donnell se llamaba Manuela Bargés y Petre y, a principios de septiembre de 1865, Gil Blas publicó que era ella la que dirigía la política de su esposo. El 26 de septiembre de 1865 salió la primera y única entrega de Doña Manuela, periódico político. Buena parte de su portada tenía un dibujo del republicano Francisco Ortego donde aparecía una señora dando órdenes a los ministros. Esta publicación fue muy controvertida y pronto se vinculó con la facción política de González Bravo, con el periódico Los Tiempos y con Bécquer. Bécquer desmintió en varios periódicos madrileños que tuviera nada que ver con Doña Manuela, periódico político.
El 15 de septiembre de 1865 nació en Madrid su segundo hijo, Jorge Bécquer.
A partir de 1865 Bécquer aumentó sus colaboraciones en El museo universal, una publicación apolítica de "ciencias, literatura, artes, industria y conocimientos útiles". En enero de 1866 Bécquer fue nombrado director de esta publicación, mantiendo este cargo hasta julio de ese año.
En julio de 1866 O'Donnell reprimió un levantamiento militar en el Cuartel de San Gil con numerosos fusilamientos, pero no contó con el apoyo de la reina y terminó dimitiendo. El 10 de julio el moderado Narváez volvió al gobierno y González Bravo regresó al Ministerio de la Gobernación. El 12 de julio González Bravo volvió a nombrar censor de novelas a Bécquer. El funcionario Manuel Tomé Vercruysse se opuso al nombramiento porque Bécquer no tenía el necesario título de abogado. González Bravo dijo que no era necesario, porque según un real decreto aprobado por él bastaba que fuese una persona de "noria idoneidad". El funcionario volvió a oponerse, entonces González Bravo alegó que el censor de imprenta sí que debía ser abogado pero que no era necesario que lo fuesen los de teatro y novelas y que a Bécquer no se le aplicaba la norma porque no era de primer ingreso, sino que ya había sido censor y recuperaba su puesto. Finalmente, Bécquer tomó posesión del cargo de censor de novelas el 23 de julio.
A comienzos de 1867 Bécquer fue nombrado por el gobierno miembro del jurado de la sección de pinturas de la Exposición Nacional de Bellas Artes.
A finales de septiembre de 1867 murió García de Luna, entonces redactor de El Imparcial. Bécquer y Nombela acompañaron su féretro y participaron en una reunión en la redacción de El Imparcial en la que se formó una comisión para publicar todas sus obras y ayudar a su familia. En febrero de 1868 murió el dibujante Federico Ruiz, que había colaborado con Bécquer en la ilustración de El Museo universal, y Bécquer escribió una emotiva necrológica.
Bécquer decidió fundar una Sociedad de Escritores para "auxilios mutuos" en caso de enfermedad o para ayudar a las familias en caso de muerte de alguno. Bécquer, Nombela y otros escritores se reunieron para ello en el Ateneo de Madrid. Al encuentro asistió González Bravo. La sociedad recibió 200 adhesiones. Sin embargo, en septiembre de 1868 tuvo lugar una revolución, González Bravo se exilió y la comisión gestora para la constitución de la sociedad acordó en octubre aplazar su creación, para adaptar los estatutos al nuevo ambiente. Para la publicación La Discusión, el proyecto de la sociedad fracasó por haber metido mano en ella González Bravo. En 1871, cuando Bécquer ya había fallecido, se creó la Sociedad de Escritores y Artistas, con 72 socios y Nombela en la junta directiva.
Entre finales de 1867 y principios de 1868 Bécquer fue criticado por los neocatólicos, un movimiento conservador español, por haber permitido la publicación de la novela El señor Camors, del francés Octave Feuillet.
En agosto de 1868 Bécquer estuvo en San Sebastián. En septiembre de 1868, unos días antes de la revolución y, tal vez, previendo lo que iba a pasar, Bécquer dejó su cargo de censor de novelas.
En septiembre de 1868 tuvo lugar una revolución que destronó a Isabel II. La reina y González Bravo se exiliaron a Francia.
Francisco Laiglesia dijo que hacia junio de 1868 le entregó a Bécquer un álbum para que escribiese en él todo lo que se le ocurriese. Bécquer escribió en la portada Libro de los gorriones. El apartado destinado a albergar poemas Bécquer escribió "Poesías que recuerdo del libro perdido", refiriéndose a su libro de poemas perdido en la revolución de 1868. El Libro de los gorriones es el principal manuscrito que existe de Bécquer y permite disponer de la versión autógrafa de las Rimas. El orden de los poemas no fue respetado en la edición póstuma que hicieron los amigos del poeta en 1871, donde se ordenaron por temas y se numeraron con números romanos.
González Bravo debía tener un ejemplar de las Rimas, porque en marzo de 1868 consta que iba a escribir el prólogo. En septiembre tuvo lugar la revolución y se exilió. En octubre se descubrieron más de cincuenta cajas y baúles depositadas en una casa del barrio de Salamanca de Madrid pertenecientes al exministro. Contenían objetos y documentos que, tras ser inventariados y depositados un tiempo en la sede del gobierno civil fueron devueltos a los familiares de González Bravo. Por lo tanto, no parece probable que la obra de Bécquer se hubiera perdido de esta manera. Quizás González Bravo se llevó consigo la obra al exilio en Francia, donde murió.
La sobrina de Gustavo, Julia Bécquer, dijo que en 1868 su tío le trajo regalos de París. Este es el único testimonio de este viaje a la capital francesa. Para ella, el motivo del viaje había sido reunirse con González Bravo, que estuvo en París en noviembre. En este momento, el exministro se reunió con Isabel II y dispuso con otros la publicación de un folleto titulado Isabel II y España, destinado a justificar que recuperase la corona. Es posible que Bécquer hubiera participado en la redacción de este folleto.
Según Julia Bécquer, en Noviercas un exnovio de Casta llamado Hilarión Borobia, apodado el Rubio, la miraba constantemente y ella le devolvía las miradas. Gustavo se dio cuenta de aquel "diálogo mudo de amor" y ambos tuvieron un duelo en la plaza del pueblo. Entre Gustavo y Casta hubo tensiones que estallaron en el verano de 1868 en Noviercas, donde estaban las familias de Gustavo y Valeriano. Julia Bécquer dice que Gustavo abandonó la casa familiar con sus dos hijos para ir a un caserón. Casta, embarazada de cinco meses, se presentó en el caserón para intentar recuperar a los hijos, pero Gustavo se lo impidió y tuvieron un fuerte encontronazo. Según Julia en el pueblo se desarrolló un odio hacia los hermanos Bécquer y algunos llegaron a pagar a dos personas para matarles. Gustavo y Valeriano trasladaron a la casa del tío Curro en Segovia, sanos y salvos.
Entre Gustavo y Casta se cruzaron cartas con tono amistoso, por lo que todo parece indicar que hubo una separación cordial. El 15 de diciembre de 1868 nacería su hijo Emilio Eusebio en Noviercas, y Gustavo lo reconoció como propio en el acta de bautismo, por lo que las teorías de que el hijo fue fruto de una infidelidad no tienen base.
Para evitar represalias del nuevo régimen revolucionario, Gustavo Adolfo y Valeriano, con sus hijos respectivos, se instalaron en Toledo entre octubre de 1868 y diciembre de 1869, en la casa número 8 de la calle de San Ildefonso. Según Julia Bécquer, Gustavo tuvo un romance con una toledana muy hermosa llamada Alejandra.
Los hermanos Bécquer se instalaron en la Quinta del Espíritu Santo de Madrid a finales de 1869. Aquí tuvieron como vecinos a Francisco Laiglesia y a Augusto Ferrán.
En uno de sus viajes entre Toledo y Madrid, Bécquer habló con el editor Eduardo Gasset sobre la creación de una publicación que diese prioridad a los temas históricos y artísticos desde una perspectiva patriótica. De este modo, a principios de 1870 nació La Ilustración de Madrid, dirigida por Gustavo Adolfo y que contaba con dibujos de Valeriano. Los periódicos El pensamiento español y La regeneración acusaron a La Ilustración de Madrid de estar favorecida por el gobierno, que pagaba 125 suscripciones mensuales. Además, La Ilustración de Madrid recibía 12 000 reales de subvención anuales en concepto de "protección al arte del dibujo y el grabado españoles", mientras que La Ilustración Española y Americana no recibía ninguna subvención. Para solucionar esto último, el director general de Instrucción Pública, Manuel Merelo, dividió en dos la cantidad y la repartió entre ambas revistas, pero La Ilustración de Madrid no estuvo de acuerdo con la decisión y no aceptó esa cantidad.

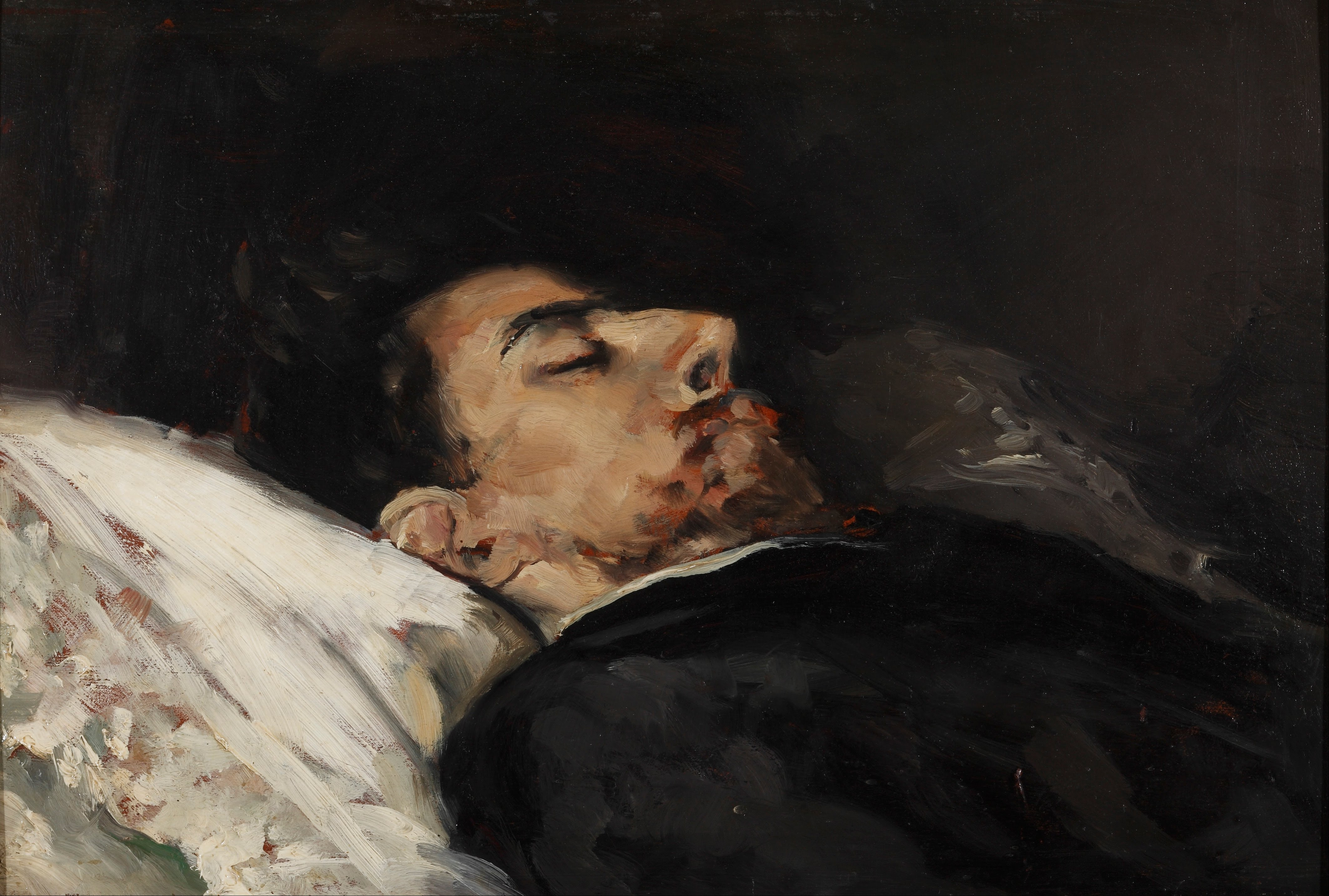
Gustavo Adolfo Bécquer en su lecho de muerte, de Vicente Palmaroli. Se trata de un apunte del natural, sin detallismo pero muy expresivo.

A principios de 1870 Gustavo también asumió la dirección de El Entreacto, una revista semanal de cuatro páginas que incluía información de actualidad sobre obras teatrales, óperas, zarzuelas, etcétera. Se presentaba como un órgano de la agencia teatral Araujo y Compañía. El primer número salió el 3 de diciembre y en él estaba la primera entrega de la narración de Bécquer titulada Una tragedia y un ángel.
En el verano de 1870, según Julia Bécquer, su padre Valeriano enfermó del hígado y estuvo en cama cerca de una semana. Fue tratado por el médico Santiago Encinas. El 23 de septiembre de 1870 falleció. Según el certificado de defunción, la muerte se debió a una hepatitis aguda. El impacto del hecho sobre el ánimo de Gustavo fue muy fuerte. Francisco Laiglesia realizó las gestiones del entierro y pagó los gastos. Valeriano fue enterrado en el cementerio de la Cofradía Sacramental de San Lorenzo, en el barrio madrileño del Puente de Toledo.
Valeriano y la esposa de Gustavo, Casta, no se llevaban bien y en la familia de ella le habían atribuido la ruptura de las relaciones conyugales. Gustavo se ponía de parte de su hermano. Tras la muerte de Valeriano, Casta y Gustavo se reconciliaron.
El marqués de Salamanca le cedió una vivienda gratuitamente a Ramón Rodríguez Correa como regalo de boda. Esta estaba en el segundo piso del número 7 (hoy 25) de la calle Claudio Coello. Por mediación de Rodríguez Correa, el marqués cedió otra vivienda a Bécquer, situada en el tercer piso de la misma calle y número. Bécquer se trasladó con su familia a la nueva vivienda en octubre de 1870.

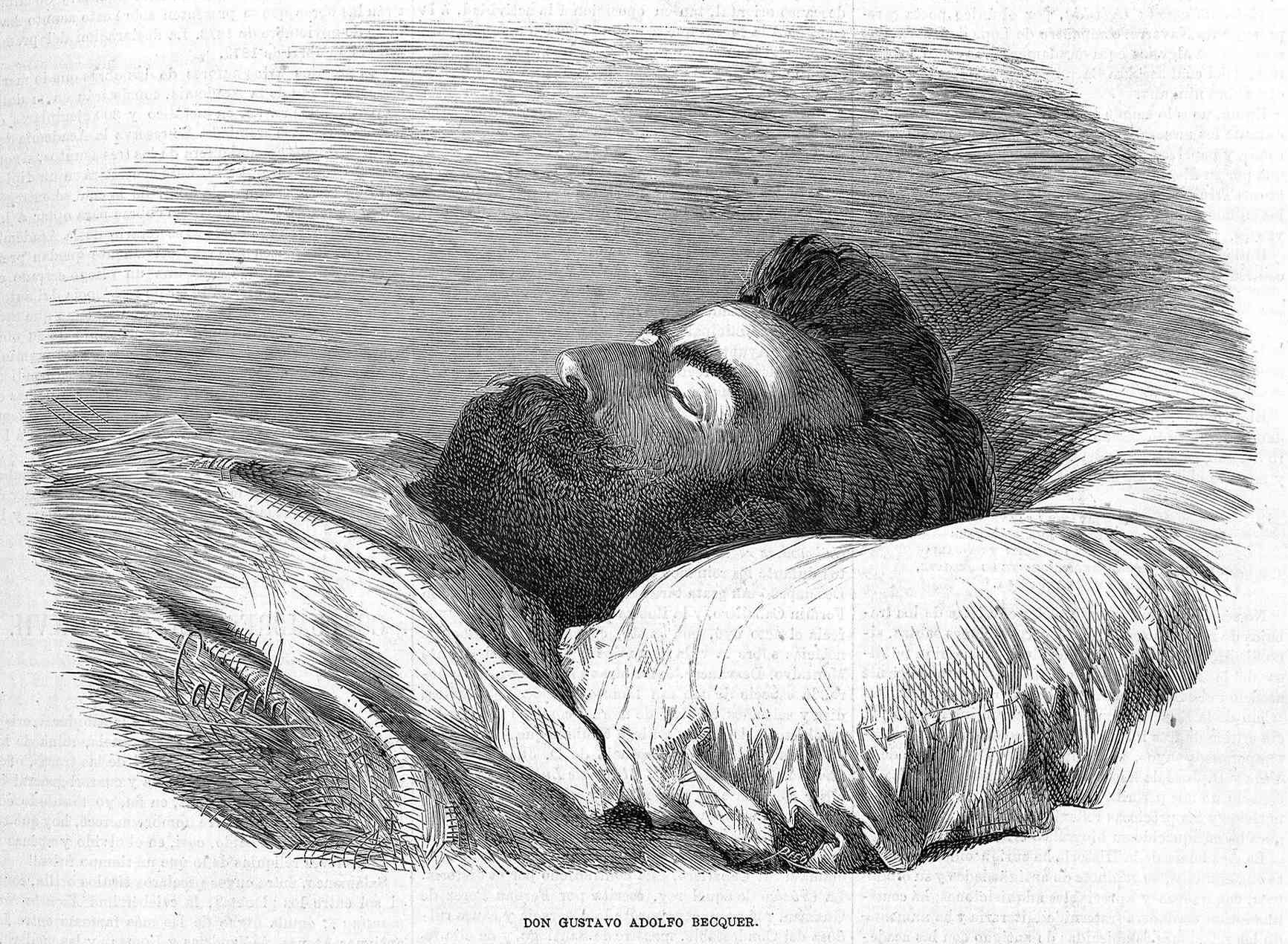
Bécquer en su lecho de muerte, dibujo de José Casado del Alisal en La Ilustración de Madrid.

Rodríguez Correa indica que Gustavo estuvo en Toledo tres días en diciembre de 1870, veinte días antes de morir. Por ello, se puede deducir que entonces se encontraba bien. A su regreso a Madrid, debió caer gravemente enfermo y el día 10 de diciembre seguía en cama. Es posible que su enfermedad estuviera relacionada con una ola de frío que tuvo lugar en Europa en diciembre de 1870, que puede provocar enfermedades pulmonares, catarros, inflamaciones de hígado, etcétera. El día 6 de diciembre hubo una gran nevada en Madrid y las temperaturas eran de 5 grados centígrados bajo cero por la noche y de 9 a mediodía. El 22 de diciembre hubo lluvias torrenciales que inundaron numerosas calles de la ciudad y luego hubo una nevada mayor que la del día 6. Bécquer falleció el 22 de diciembre. El médico Joaquín de Higuera, catedrático de la Facultad de Medicina, atribuyó la muerte de Gustavo en el certificado de defunción a "un gran infarto de hígado, complicado con una fiebre intermitente maligna o perniciosa".
Fue enterrado al día siguiente en el nicho número 470 del Patio del Cristo, en el cementerio de la Sacramental de San Lorenzo y San José de Madrid. El 9 de abril de 1913 los restos de Gustavo y Valeriano fueron trasladados por tren a Sevilla y fueron sepultados en la cripta de la universidad, que recibe el nombre de Panteón de Sevillanos Ilustres. El deseo de Bécquer, manifestado en vida, fue ser enterrado en Sevilla junto al Guadalquivir y en 2013 fue colocado un cenotafio dedicado a Gustavo Adolfo Bécquer junto al río Guadalquivir, en el Parque del Alamillo.
El 23 de diciembre de 1870 el pintor José Casado del Alisal ofreció su estudio como sede de una reunión para dar a conocer la obra de Bécquer y ayudar económicamente a su familia. La prensa difundió la convocatoria. La reunión tuvo lugar el 24 de diciembre. Se creó una comisión para editar las obras de Bécquer en la que estuvieron José Casado del Alisal, Eduardo Cano, Augusto Ferrán, Narciso Campillo y Eduardo Mariátegui. Las aportaciones de Campillo a la edición de las obras de Bécquer fueron mínimas. El 29 de diciembre comenzó la preparación de los textos. Las Rimas estaban agrupadas en el Libro de los gorriones. Con respecto a la prosa, Ramón Rodríguez Correa ayudó a recopilar textos olvidados publicados en diarios o revistas, la mayoría sin firma. Las Obras de Bécquer comenzaron a venderse en el verano de 1871 y los beneficios económicos fueron para las viudas de Gustavo y Valeriano. En el aspecto económico, se recogieron donaciones en Madrid y Sevilla. Destacaron las donaciones del ingeniero Manuel Pastor y Landero de 2 000 reales, de Amadeo I de 1 000 reales, del hacendado José Suárez Argudín de 1 000 reales y del político Manuel Silvela de 500 reales.
Las Obras de Bécquer fueron reeditadas numerosas veces. En 1915 ya llevaban ocho ediciones, a pesar del surgimiento de nuevas tendencias literarias a finales del siglo XIX y principios del XX.
Su amigo, el escritor Eusebio Blasco, dejó escrita una semblanza de él en 1886:

Muerto Bécquer, sus biógrafos han dicho cuanto era posible decir de este hombre sin biografía... En la vida de Bécquer no hay nada de particular; está todo en sus obras. Le conocí por el año de 66 [...] En honor de la verdad, ninguno de los que tomábamos el café cotidianamente con Bécquer en el Suizo Viejo (Bernardo Rico, el dibujante Vallejo, Ángel Avilés, Inza, Luis Rivera, Roberto Robert, etc.), ninguno, repito, creíamos ni podíamos sospechar que al año de muerto nuestro amigo sus versos recorrerían el mundo y él figuraría en la inmortalidad al lado de los melancólicos poetas alemanes. Era un hombre negro. Moreno hasta la exageración, sombrío hasta la grosería, soñando despierto, viviendo modestísimamente del sueldo de doce mil reales que su amigo González Brabo le dio como censor de los demás, Gustavo Bécquer fue durante su vida víctima de la prosa de la existencia. Vivía en la calle de las Huertas, en un tristísimo cuarto bajo que yo alquilé cuando él lo dejó, y que parecía destinado a engendrar la tristeza en el ánimo de sus habitantes. Allí perdí yo seres queridos, allí pasó él grandes amarguras, allí debió decir: "Dejé la luz a un lado, y en el borde / de la revuelta cama me senté..." porque el cuarto bajo aquel parecía una cárcel. Su conversación, como su persona, era triste. Todo lo veía bajo un prisma distinto de los demás mortales. En cuanto tenía un puñado de duros, se iba a Toledo o al monasterio de Veruela... No vivía a gusto sino en lugares aislados y melancólicos; había algo de trapense en aquel hombre a quien González Brabo admiraba mucho.

## Análisis de su obra

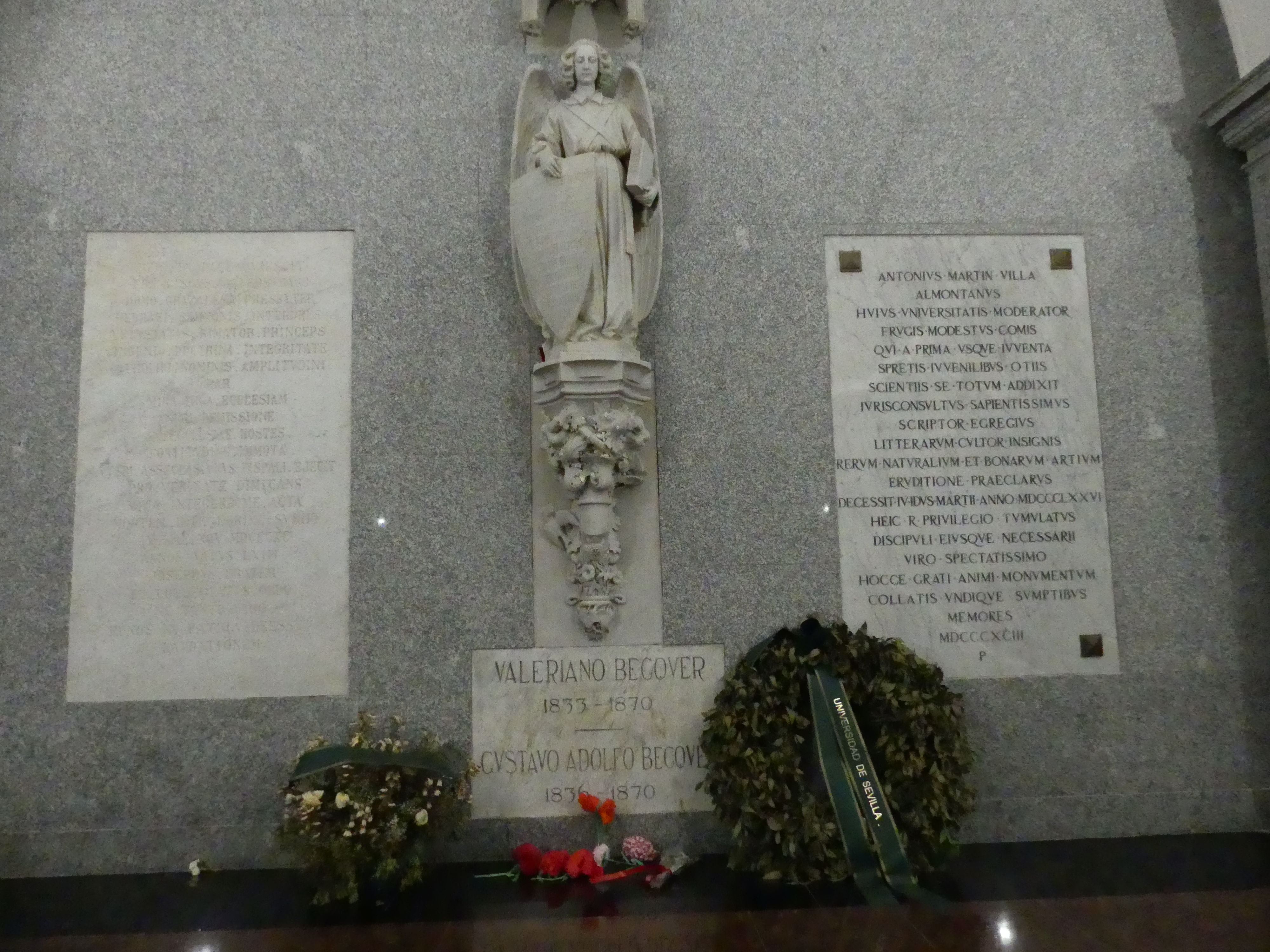
Tumba de los hermanos Valeriano y Gustavo Adolfo Bécquer. Panteón de Sevillanos Ilustres de la Iglesia de la Anunciación de Sevilla.

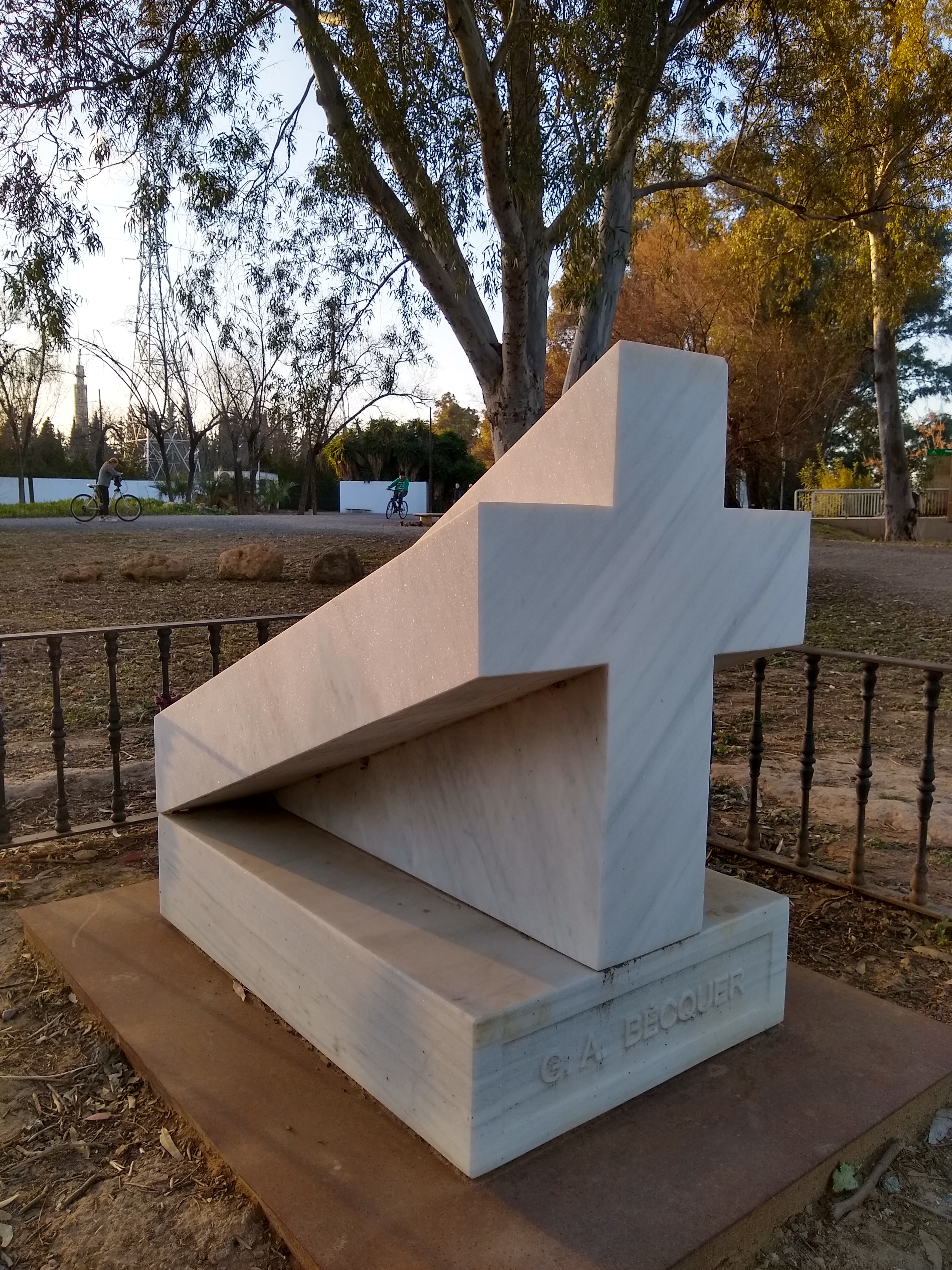
Cenotafio dedicado a Gustavo Adolfo Bécquer junto al río Guadalquivir. Parque del Alamillo, Sevilla.

Cuando escribe Bécquer está en pleno auge el realismo; otros autores adscritos a esta tendencia (Campoamor, Tamayo y Baus, Echegaray) se reparten el favor del público. La poesía triunfante está hecha a medida de la sociedad burguesa que consolidará la Restauración, y es prosaica, pomposa y falsamente trascendente. Pero una notable porción de líricos se resistió a sumarse a esa corriente, y además hallaban vacía y retórica la poesía de la lírica esproncediana, la del apogeo romántico, que aún encontraban cultivada con gusto general en autores como José Zorrilla. El Romanticismo que les atrae ya no es el de origen francés o inglés, sino alemán, especialmente el de Heine, al que leen en traducción francesa —en especial la de Gérard de Nerval— o española —de Eulogio Florentino Sanz, amigo de Bécquer—. Estos autores forman el ambiente prebecqueriano: Augusto Ferrán, Ángel María Dacarrete y José María Larrea. Todos estos poetas buscaban un lirismo intimista, sencillo de forma y parco de ornamento, refrenado en lo sensorial para que mejor trasluzca el sentir profundo del poeta. Es una lírica no declamatoria, sino para decir al oído.
Las Rimas de Bécquer iban a ser costeadas y prologadas por su amigo Luis González Bravo, ministro de la Unión Liberal de O'Donnell, pero el ejemplar se perdió en los disturbios revolucionarios de 1868. Algunas sin embargo habían aparecido ya en los periódicos de entonces entre 1859 y 1871: El Contemporáneo, El Museo Universal, La Ilustración de Madrid y otros. El poeta, con esta ayuda, con la de su memoria y la de sus amigos reconstruyó el manuscrito, que tituló Libro de los gorriones y se conserva en la Biblioteca Nacional de Madrid. Más tarde lo editarán sus amigos con un prólogo de Rodríguez Correa en dos volúmenes con el título de Rimas y junto a sus Leyendas en prosa, en 1871, para ayudar a la viuda y sus hijos. En sucesivas ediciones se amplió la selección. A partir de la quinta la obra consta ya de tres volúmenes. Iglesias Figueroa recogió en tres tomos Páginas desconocidas (Madrid: Renacimiento, 1923), con otra porción sustancial del corpus becqueriano. Gamallo Fierros editó además en cuatro volúmenes sus Páginas abandonadas. Jesús Rubio ha editado dos álbumes de Julia Espín con textos y dibujos de Gustavo dedicados a su musa, a la que no olvidaría nunca. Se trata de ochenta y cuatro composiciones breves, de dos, tres o cuatro estrofas, muy raramente más, por lo general asonantadas con metros muy variados, de acuerdo con la poesía romántica.

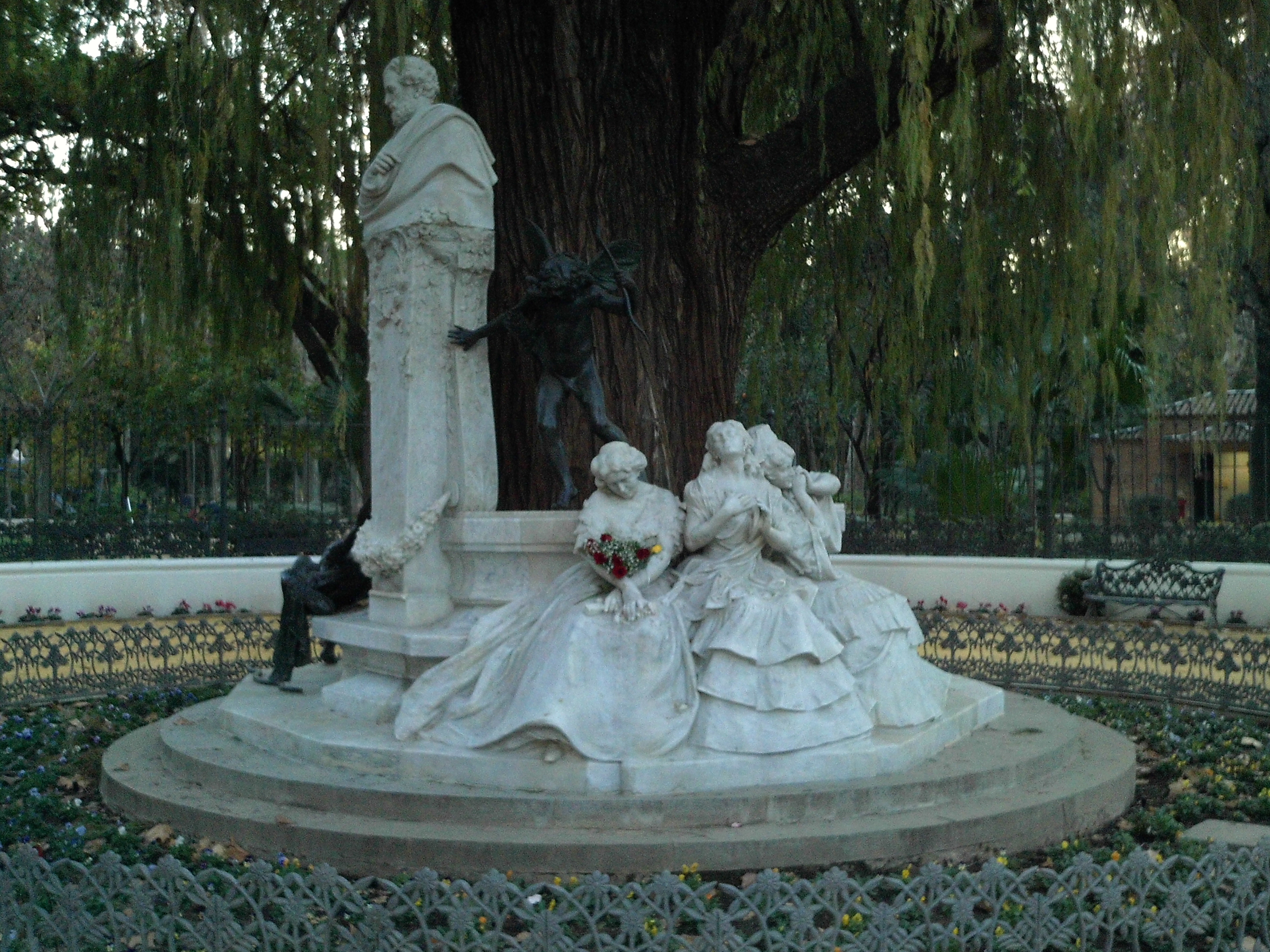
Monumento en la glorieta de Bécquer, en el parque de María Luisa, obra de Lorenzo Coullaut Valera. Fue inaugurado el 9 de diciembre de 1911.

Bécquer solía repetir la frase de Lamartine de que «la mejor poesía escrita es aquella que no se escribe». Es así en sus setenta y seis cortas Rimas breves como arpegios, ya que concentró en ellas la poesía que hubiera querido verter en numerosos poemas más extensos que no escribió. El influjo de Bécquer en toda la poesía posterior escrita en castellano es importante, esbozando estéticas como el simbolismo y el modernismo en muchos aspectos. Frente al Romanticismo altisonante y byroniano de un José de Espronceda, Bécquer representa el tono íntimo, al oído, de la lírica profunda. Su «Himno gigante y extraño» rompe con la tradición de la poesía cívica y heroica de Manuel José Quintana y los colores vistosos y la historia nacional de Ángel de Saavedra, duque de Rivas, o José Zorrilla, para meditar profundamente sobre la creación poética, el amor y la muerte, los tres temas centrales de las Rimas. Manuel Altolaguirre afirmó que la poesía de Bécquer es la más humana del Romanticismo español. Esta rara originalidad le valió el desprecio de Núñez de Arce, quien, acaso por su ideología liberal contraria al tradicionalismo becqueriano, calificó sus Rimas de «suspirillos germánicos». Pero Bécquer meditó profundamente sobre la poesía e intentó reflejar el concepto inasible que tenía de la misma en las Cartas literarias a una mujer, en forma de un largo comentario a la Rima XXI, concluida en el verso «poesía eres tú». Un tú que podía ser también dañoso y cruel, como demuestra la rima descubierta por José María Díez Taboada (véase bibliografía):
Serpiente del amor, risa traidora,
verdugo del ensueño y de la luz,
perfumado puñal, beso enconado...
¡eso eres tú!
Los modelos poéticos de Bécquer fueron varios; en primer lugar, Heine; W. S. Hendrix señaló además a Byron, y Dámaso Alonso a Alfred de Musset; también al conde Anastasius Grün, y a sus amigos poetas españoles, en especial Augusto Ferrán. De todos hay rastros en su poesía.
Su idea de la lírica la expuso en la reseña que hizo del libro de su amigo Augusto Ferrán La soledad:

Hay una poesía magnífica y sonora; una poesía hija de la meditación y el arte, que se engalana con todas las pompas de la lengua que se mueve con una cadenciosa majestad, habla a la imaginación, completa sus cuadros y la conduce a su antojo por un sendero desconocido, seduciéndola con su armonía y su hermosura. Hay otra, natural, breve, seca, que brota del alma como una chispa eléctrica, que hiere el sentimiento con una palabra y huye; y desnuda de artificio, desembarazada dentro de una forma libre, despierta, con una que las toca, las mil ideas que duermen en el océano sin fondo de la fantasía. La primera tiene un valor dado: es la poesía de todo el mundo. La segunda carece de medida absoluta; adquiere las proporciones de la imaginación que impresiona: puede llamarse la poesía de los poetas. La primera es una melodía que nace, se desarrolla, acaba y se desvanece. La segunda es un acorde que se arranca de un arpa, y se quedan las cuerdas vibrando con un zumbido armonioso. Cuando se concluye aquélla, se dobla la hoja con una suave sonrisa de satisfacción. Cuando se acaba ésta, se inclina la frente cargada de pensamientos sin nombre. La una es el fruto divino de la unión del arte y de la fantasía. La otra es la centella inflamada que brota al choque del sentimiento y la pasión. Las poesías de este libro pertenecen al último de los dos géneros, porque son populares, y la poesía popular es la síntesis de la poesía.

Pero, aparte de su importante lírica, Gustavo Adolfo Bécquer fue también un gran narrador y periodista. Escribió veintiocho narraciones del género leyenda, muchas de ellas pertenecientes al género del relato gótico o de terror, otras, auténticos esbozos de poesía en prosa, y otras narraciones de aventuras. María Rosa Alonso encontró en ellas seis temas principales:
- el oriental y exótico
- la muerte y la vida de ultratumba
- el embrujamiento y la hechicería
- el tema religioso
- las inspiradas en el Romancero
- las de tendencia animista.

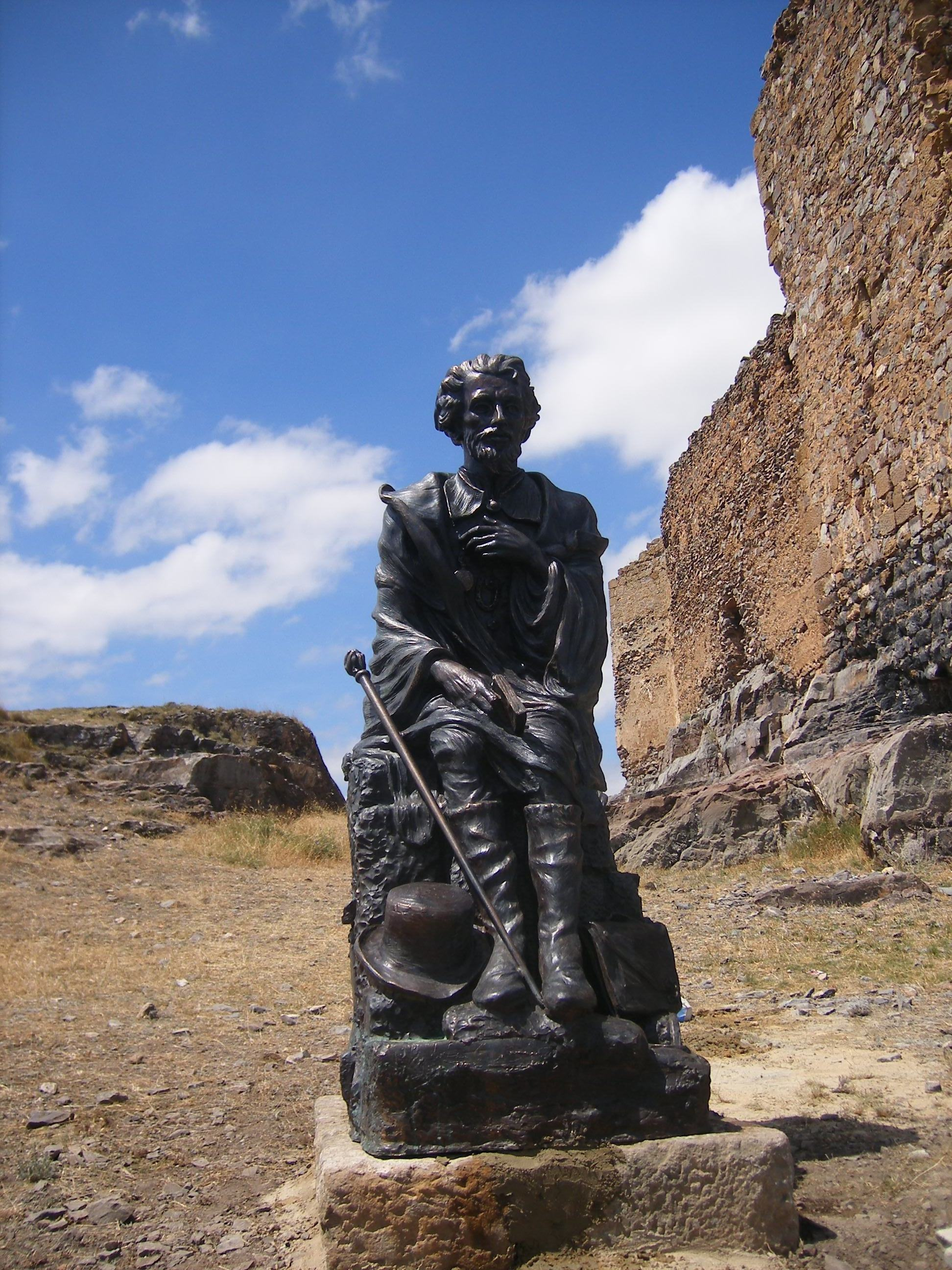
Monumento a Gustavo Adolfo Bécquer en Trasmoz (Zaragoza). Obra de Luigi Maráez.

Bécquer demuestra ser un prosista a la altura de los mejores de su siglo, pero es de superior inspiración e imaginación y un maestro absoluto en el terreno de la prosa lírica. En sus descripciones se echa de ver el profundo amor del poeta por la naturaleza y el paisaje castellano. Escribió además las Cartas desde mi celda en el monasterio de Veruela, a las faldas del Moncayo adonde fue a reponerse de su tuberculosis o tisis, enfermedad entonces mortal; sus cartas desbordan vitalidad y encanto. No se ha estudiado todavía su obra periodística.
Bécquer es, a la vez, el poeta que inaugura —junto a Rosalía de Castro— la lírica moderna española y el que acierta a conectarnos de nuevo con la poesía tradicional. Las Rimas se encuadran dentro de dos corrientes heredadas del Romanticismo: la revalorización de la poesía popular (que la lírica culta había abandonado en el siglo XVIII) y la llamada «estética del sentimiento». El ideal poético de Bécquer es el desarrollar una lírica intimista, expresada con sinceridad, sencillez de forma y facilidad de estilo. Bécquer y sus Rimas son el umbral de la lírica en español del siglo XX. Rubén Darío, Miguel de Unamuno, los hermanos Antonio y Manuel Machado, Juan Ramón Jiménez, Rafael Alberti, Federico García Lorca, Luis Cernuda, Vicente Aleixandre, Dámaso Alonso y otros lo han considerado como figura fundacional, descubridora de nuevos mundos para la sensibilidad y la forma expresiva.

## Bécquer como dibujante

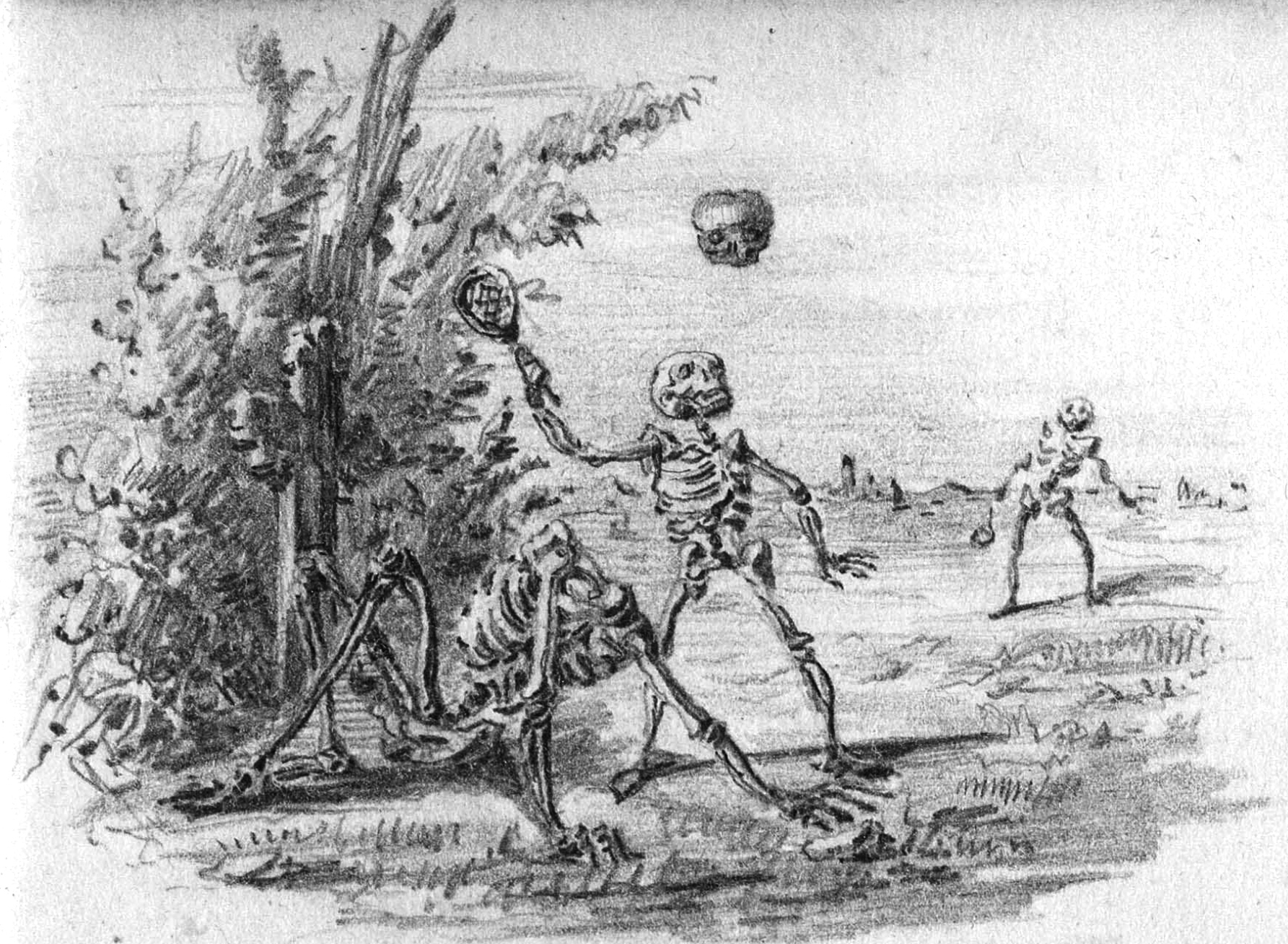
Uno de sus dibujos de la serie Les morts pour rire: Bizarreries. En el Segundo álbum, conservado en la Biblioteca Nacional de España de Madrid.

Gustavo Adolfo Bécquer y su hermano Valeriano hicieron 160 dibujos en el Libro de cuentas de su padre entre 1848 y 1852.
También se conservan dibujos de Gustavo Adolfo Bécquer en el Álbum de la revolución de julio de 1854, en la Historia de los templos de España de 1857 y en los dos álbumes de Josefina y Julia Espín de 1860, conocidos como primer y segundo álbum.
Gustavo Adolfo Bécquer fue retratado dibujando en Veruela por su hermano Valeriano en un par de dibujos que se conservan en la Universidad de Columbia de Nueva York.

## Bécquer y la música
Bécquer siempre fue un gran aficionado al teatro musical. Trabajó en cinco zarzuelas en colaboración con su amigo Luis García de Luna, de las cuales solo queda una, La venta encantada. Compositores del siglo XIX como Gabriel Rodríguez Benedicto y Tomás Bretón pusieron música a algunas de sus Rimas. También, ya en el siglo XX, el compositor Manuel de Falla compuso Dos rimas de Bécquer (1900) para soprano y piano y el compositor Enrique Belenguer Estela puso música a dos de sus Rimas (Saeta que voladora y No sé lo que he soñado), componiendo dos canciones para tenor y piano. Y son solo unos cuantos, entre los que cabe citar también a Joaquín Turina, Enrique Granados, Isaac Albéniz, Jesús Guridi, Federico Mompou, Antón García Abril...

## Obras
- Rimas, obra que recogieron sus amigos, tras el incendio de la casa donde estas obras poéticas se guardaban, como una especie de historia de amor en la que se ve cómo el poeta va pasando por el proceso creador, el amor esperanzado, el desengaño y el dolor o la muerte.
- Historia de los templos de España, Madrid, 1857, publicada solo el tomo I.
- Cartas literarias a una mujer, 1860-1861, publicadas en El Contemporáneo.
- Cartas desde mi celda, Madrid, 1864, son nueve, publicadas en El Contemporáneo, y reunidas posteriormente en la edición de Fortanet con el título Desde mi celda.[181]
- Libro de los gorriones, 1869, manuscrito.[150]
- Obras completas, Madrid, Fortanet, 1871, dos volúmenes.

### Leyendas
- El caudillo de las manos rojas, 1859.
- La vuelta del combate, 1858.
- La cruz del diablo, 1860.
- La ajorca de oro, 1861.
- El monte de las ánimas, 1861.
- Los ojos verdes, 1861.
- Maese Pérez, el organista, 1861.
- Creed en Dios, 1862.
- El rayo de luna, 1862.
- El Miserere, 1862.
- Tres fechas, 1862.
- El Cristo de la calavera, 1862.
- El gnomo, 1863.
- La cueva de la mora, 1863.
- La promesa, 1863.
- La corza blanca, 1863.
- El beso, 1863.
- La Rosa de Pasión, 1864.
- La creación, 1861.
- ¡Es raro!, 1861.
- El aderezo de las esmeraldas, 1862.
- La venta de los gatos, 1862.
- Apólogo, 1863.
- Un boceto del natural, 1864.
- Un lance pesado, 1864.
- Memorias de un pavo, 1865.
- Las hojas secas, 1865.
- Historia de una mariposa y una araña.
- La mujer de piedra, inacabada.
- Amores prohibidos.
- El rey Alberto.

### Teatro
- Ponte a estudiar
- La novia y el panteón
- La venta encantada
- Las distracciones
- La cruz del valle
- Tal para cual

### Artículos
- El maestro
- La soledad
- El Carnaval
- La Nena
- Las perlas
- La mujer a la moda
- La pereza
- La ridiculez
- Caso de ablativo
- El grillito cantor

### Otras obras
- El talismán, zarzuela con música de Joaquín Espín y Guillén y libreto de Bécquer, basado en Nuestra Señora de París, de Victor Hugo. La obra no llegó a estrenarse, creyéndose perdida hasta su descubrimiento en 2014.[85]
- Los Borbones en pelota, dibujos satíricos realizados entre 1868 y 1870 y firmados con el seudónimo SEM.[182] Según una necrológica dedicada a Gustavo de 1870 publicada en la revista republicana Gil Blas, Gustavo y Valeriano utilizaron la firma SEM para sus dibujos.[183] Esto ha llevado a Robert Pageard, Lee Fontanella y María Dolores Cabra a publicar el álbum en 1991 afirmando que los hermanos Bécquer son los autores de Los borbones en pelota. Sin embargo, Jesús Rubio Jiménez duda de esta atribución,[184] Rubén Benítez la niega[185] y Joan Estruch Tobella afirma que el verdadero autor fue probablemente el republicano y anticlerical Francisco Ortego.[186] Un elemento en contra de atribuir a los hermanos Bécquer el seudónimo de SEM es que de una de las caricaturas firmadas con ese nombre se burla del atentado contra Prim, que tuvo lugar el 27 de diciembre de 1870, cuando Gustavo y Valeriano ya habían muerto.[187]